# Conrad I, Rege romano-german

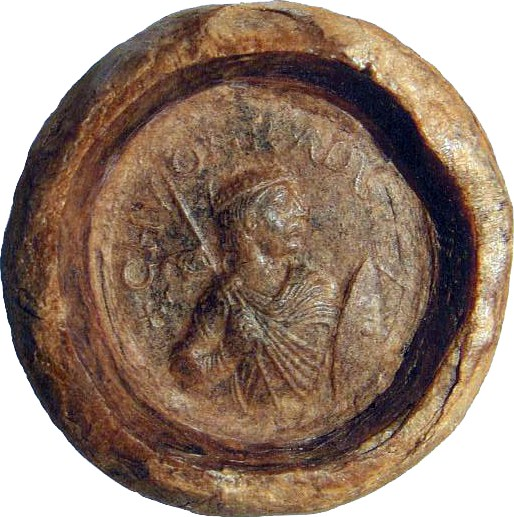
Sigiliul lui Conrad

Conrad I supranumit cel Tânăr (n. 881 d.Hr. – d. 23 decembrie 918 d.Hr., Weilburg, Hessa, Germania) a fost ducele Franconiei începând de la 906, apoi rege al Franciei Răsăritene din 911 până la moarte, fiind unicul rege din dinastia Conradinilor (numită și franconă). Cu toate că el nu a utilizat niciodată titlul de rex Teutonicorum și nici pe cel de rex Romanorum, a fost primul rege al Franciei răsăritene ales de către conducătorii ducatelor germane, ca succesor al ultimului rege din Dinastia Carolingiană, Ludovic Copilul.

## Biografie
Conrad cel Tânăr era fiul ducelui Conrad de Turingia cu soția sa Glismut, probabil rudă cu Ota, soția împăratului Arnulf de Carintia și mama regelui francilor răsăriteni, Ludovic Copilul. Conradinii, conți ai regiunii francone Lahngau, fuseseră susținători loiali ai dinastiei Carolingiene; ei au luptat cu îndârjire pentru predominanță în Franconia cu fiii ducelui Henric de Franconia din dinastia Babenberg în cetatea Bamberg. În 906 cele două tabere s-au confruntat în apropiere de Fritzlar. Conrad cel Bătrân a fost ucis ca și doi dintre cei trei frați din Casa de Babenberg. În orice caz, regele Ludovic a luat partea Conradinilor, iar cel de al treilea frate din familia Babenberg, Adalbert, a fost arestat și executat la scurt timp după aceea, în ciuda unei promisiuni de liberă trecere acordată de cancelarul regal, arhiepiscopul Hatto I de Mainz. După acest episod, Conrad cel Tânăr a devenit ducele necontestat al întregii Franconii, deși încercările sale de a extinde stăpânirile Conradinilor asupra vestului Lotharingiei, parte a fostei Austriasii, au eșuat după moartea unchiului său, ducele Gebhard de Lorena.

Imperiul Carolingian în 915: teritoriul lui Conrad (Franconia, Saxonia, Suabia și Bavaria) marcat cu verde, Francia occidentală (cu Lorena) în roșu

După moartea lui Ludovic Copilul, Conrad a fost ales rege al Franciei de răsărit în 10 noiembrie 911 la Forchheim, de către conducătorii ducatelor de Saxonia, Suabia (Alemania) și Bavaria. Ducii au opus rezistență față de succesiunea rudei carolingiene din Francia occidentală a lui Ludovic, Carol al III-lea cel Simplu și au ales un membru al familiei Conradinilor, care era cel puțin pe linie maternă în legătură cu regele decedat. Doar ducele Reginar de Lorena, rival declarat al lui Conrad, a refuzat să îi acorde acestuia supunere și s-a raliat Franciei de vest.
În 913, fiind în căutare de relații, Conrad s-a căsătorit cu sora contelui Erchanger din Suabia, nepot al regelui Ludovic Germanul. Cunigunda, văduva lui Luitpold și mama ducelui Arnulf cel Rău de Bavaria, i-a adus pe lume doi copii: Cunigunda și Herman, ambii născuți în 913.
Domnia lui Conrad a fost neîntreruptă și în general marcată de lupta fără finalitate pentru a impune puterea regală asupra forței crescânde a ducilor din Sfântul Imperiu Roman. Campaniile sale militare împotriva regelui Carol cel Simplu din Francia occidentală pentru recuperarea Ducatului Lorena, cu orașul imperial Aachen au reprezentat eșecuri, iar arhiepiscopul Ratbod de Trier a devenit cancelar al Franciei apusene în 913. Mai mult decât atât, teritoriul lui Conrad a fost expus neîncetatelor raiduri ale triburilor maghiare, intensificate după bătălia de la Pressburg din 907, fapt ce a condus la declinul clar al autorității sale. Tentativa sa de a mobiliza episcopatul din Francia răsăriteană condus de Unni de Bremen pentru a adera la cauza sa în 916 cu ocazia sinodului de la Hohenaltheim nu a întrunit rezultatul scontat. După câteva ciocniri armate, Conrad a reușit cel puțin să ajungă la negocieri cu ducele Henric I "Păsărarul" de Saxonia. Cu toate acestea, ducii revoltați din Suabia, Erchanger (executat în 917) și Burchard al II-lea constituiau o continuă amenințare, ca și ducele Arnulf cel Rău de Bavaria. Grav rănit în una dintre confruntările militare cu Arnulf, Conrad a murit în 23 decembrie 918 la reședința sa din castelul Weilburg. El a fost înmormântat în Catedrala din Fulda.
Potrivit cronicii Res gestae saxonicae a lui Widukind de Corvey, Conrad, pe când se afla pe patul de moarte, l-a convins pe fratele său mai tânăr, Eberhard să ofere coroana lui Henric de Saxonia, unul dintre principalii săi oponenți, dat fiind că îl considera pe Henric ca singurul principe capabil să țină alături Regatul Germaniei în fața rivalităților interne dintre duci și a continuelor raiduri ale maghiarilor. Însă abia în mai 919 Eberhard și ceilalți nobili franci au acceptat sfatul lui Conrad, iar Henric a fost ales rege, sub numele de Henric I, în cadrul adunării de la Fritzlar.
Eberhard a succedat lui Conrad ca duce al Franconiei. El a fost ucis în 939 în bătălia de la Andernach în răscoala împotriva noului rege, Otto I, fiul lui Henric, moment din care Franconia a devenit o posesiune imperială sub dinastia Ottoniană până la 1024.